# شتاینهورشت (نیدرزاکسن)
شتاینهورشت (به آلمانی: Steinhorst) یک شهر در آلمان است که در گیفهورن واقع شده‌است. شتاینهورشت ۱٬۴۱۱ نفر جمعیت دارد.